# Хрнчићи
Хрнчићи су насељено мјесто у општини Братунац, Република Српска, БиХ. Према попису становништва из 2013. године, у насељу је живјело 656 становника.

## Становништво
| Демографија | Демографија | Демографија |
| Година      | Становника  | Становника  |
| ----------- | ----------- | ----------- |
| 1948.       | 491         |             |
| 1953.       | 560         |             |
| 1961.       | 673         |             |
| 1971.       | 824         |             |
| 1981.       | 1.118       |             |
| 1991.       | 1.226       |             |
| 2013.       | 656         |             |